# Madrigalejo (kommun)
Madrigalejo är en kommun i Spanien.   Den ligger i provinsen Provincia de Cáceres och regionen Extremadura, i den centrala delen av landet, 220 km sydväst om huvudstaden Madrid. Antalet invånare är 1 870.